# قرار مجلس الأمن التابع للأمم المتحدة رقم 410
قرار مجلس الأمن التابع للأمم المتحدة رقم 410، الذي اعتمد في 15 يونيو 1977، أشار إلى تقرير صادر عن الأمين العام أنه نظرا للظروف الحالية فإن وجود قوات حفظ السلام التابعة الأمم المتحدة في قبرص سيظل ضرورياً للتوصل إلى تسوية سلمية. وأعرب المجلس عن قلقه بشأن الإجراءات التي يمكن أن تزيد التوترات، وطلب من الأمين العام تقديم تقرير مرة أخرى قبل 30 نوفمبر 1977 لمتابعة تنفيذ القرار.
وأكد المجلس من جديد قراراته السابقة، بما في ذلك القرار 365 (1974)، وأعرب عن قلقه إزاء الوضع، وحث الأطراف المعنية على العمل معاً من أجل السلام ومدد مرة أخرى ولاية القوة في قبرص، التي أنشئت في القرار 186 (1964) حتى 15 ديسمبر 1977.
اعتمد القرار بأغلبية 14 صوتاً؛ لم تشارك الصين في التصويت.